# Thermokoppel

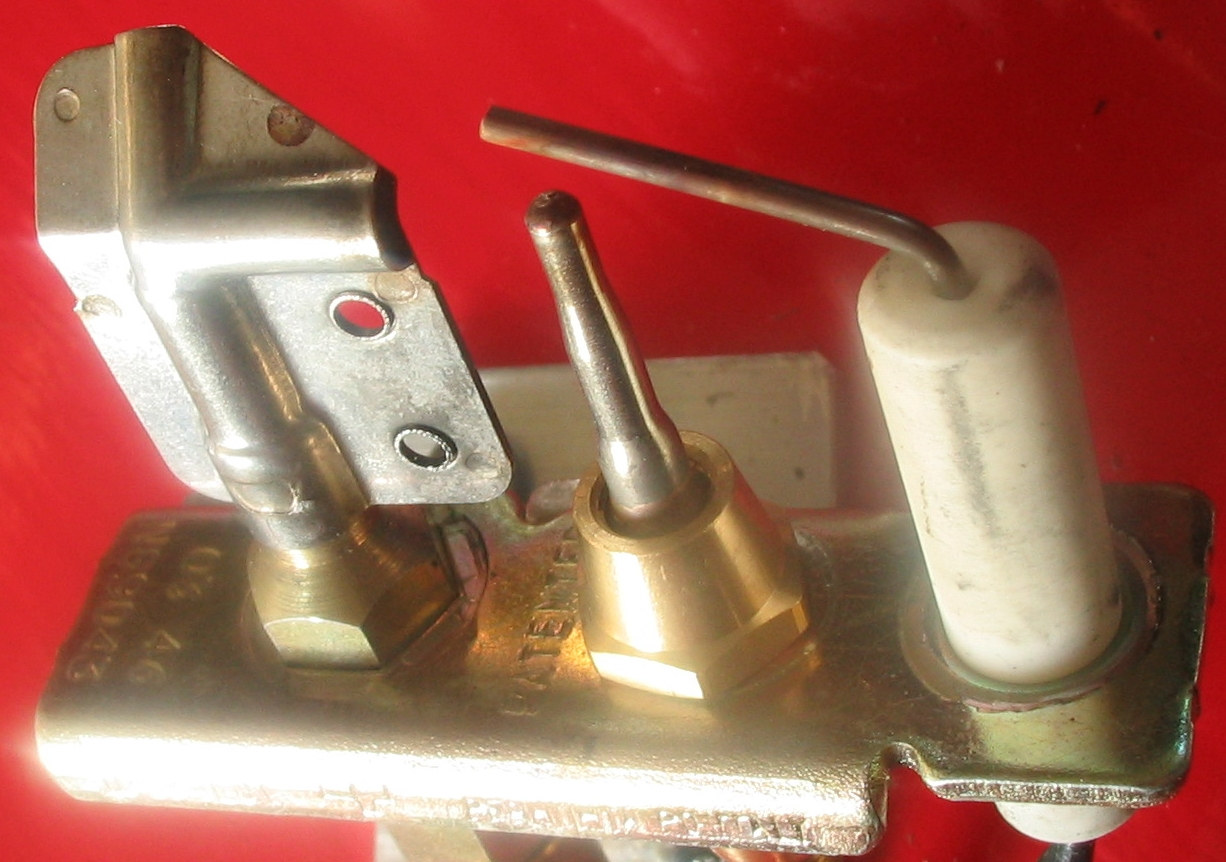
Een universeel thermokoppel (midden)

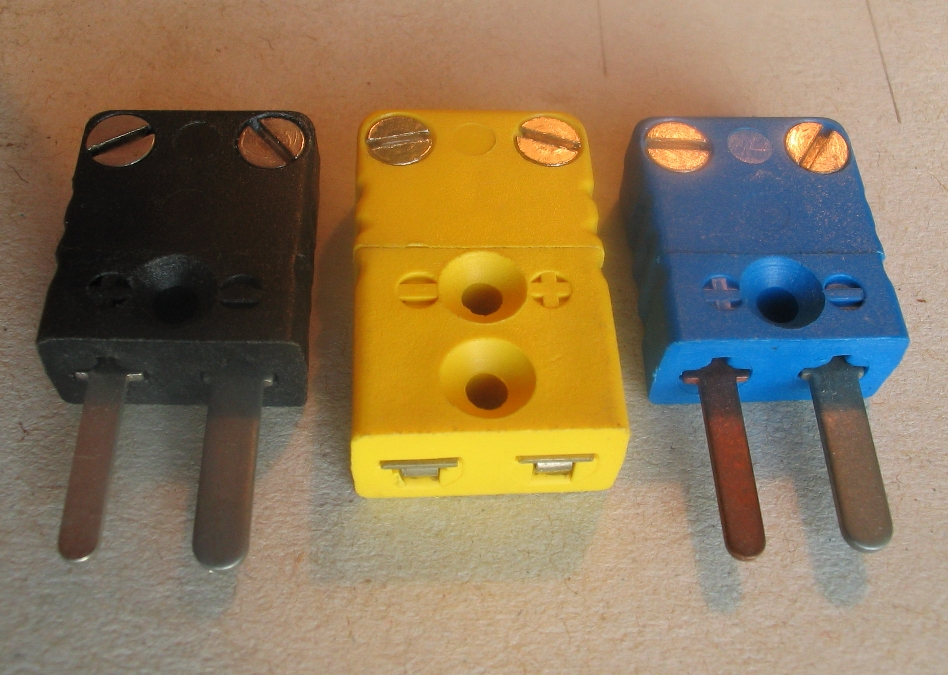
Enkele thermokoppelstekers

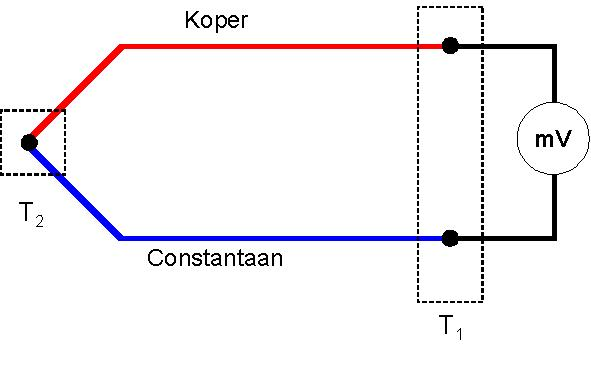
Principe van een thermokoppel

Een thermokoppel is een temperatuursensor die gebruikmaakt van het seebeck-effect, genoemd naar de Estlandse natuurkundige Thomas Seebeck, die het in 1822 bij toeval ontdekte.

## Principe
Een thermokoppel bestaat uit twee draden van verschillende metalen of metaallegeringen die aan elkaar zijn verbonden, bij voorkeur door ineensmelting.
Als er tussen beide contactpunten een temperatuurverschil heerst zal een potentiaalverschil ontstaan, waarvan de grootte afhankelijk is van het temperatuurverschil en de gebruikte metalen. De spanning UTh die wordt opgewekt is:
{\displaystyle U_{\mathrm {Th} }=\alpha \cdot (T_{\mathrm {w} }-T_{\mathrm {k} })}.
Hierin is 
α: de seebeckconstante;
Tw: de temperatuur van de warme aansluiting;
Tk: de temperatuur van de koude aansluiting
Het potentiaalverschil is in de orde van 6 tot 60 microvolt per °C (µV/°C). Door gebruik te maken van dit verschijnsel kan het thermokoppel uitstekend gebruikt worden als sensor voor een temperatuurmeting. Een thermokoppel meet een temperatuurverschil tussen twee punten (T1 en T2 in de illustratie), dit in tegenstelling tot een thermometer, waarmee de temperatuur ten opzichte van een bepaalde standaard wordt gemeten.
Meettechnisch is het gebruik van een thermokoppel niet eenvoudig vanwege het uiterst kleine signaal, verouderingsverschijnselen, verstoring van het warmteveld en de thermische impedantie van het gemaakte meetpunt. Hoewel in principe met elke combinatie van metalen een thermokoppel gemaakt kan worden, worden combinaties die bij benadering een lineair verband hebben tussen temperatuurverschil en potentiaalverschil het meest gebruikt. Voorbeelden hiervan zijn:
| Pluspool             | Pluspool | Minpool               | Minpool | Type | Temperatuurbereik | Uitgangsspanning    | Kleur steker | Kleur steker |
| Legering             | SI       | Legering              | SI      |      |                   |                     | IEC          | ANSI         |
| -------------------- | -------- | --------------------- | ------- | ---- | ----------------- | ------------------- | ------------ | ------------ |
| Chromel              | Ni-Cr    | Constantaan           | Cu-Ni   | E    | −270 .. 1000 °C   | −9,835 .. 76,373 mV | Lila         | Lila         |
| IJzer                | Fe       | Constantaan           | Cu-Ni   | J    | −210 .. 1200 °C   | −8,095 .. 69,553 mV | Zwart        | Zwart        |
| Chromel              | Ni-Cr    | Alumel                | Ni-Al   | K    | −270 .. 1372 °C   | −6,458 .. 54,886 mV | Groen        | Geel         |
| Koper                | Cu       | Constantaan           | Cu-Ni   | T    | −270 .. 0400 °C   | −6,258 .. 20,872 mV | Bruin        | Blauw        |
| Platina rodium (10%) | Pt-10%Rh | Platina               | Pt      | S    | 0−50 .. 1768 °C   | −0,236 .. 18,693 mV | Oranje       | Groen        |
| Platina rodium (13%) | Pt-13%Rh | Platina               | Pt      | R    | 0−50 .. 1768 °C   | −0,226 .. 21,101 mV | Oranje       | Groen        |
| Platina rodium (30%) | Pt-30%Rh | Platina rodium (6%)   | Pt-6%Rh | B    | −000 .. 1820 °C   | −0,000 .. 13,820 mV | Grijs        | Grijs        |
| Wolfraam             | W        | Wolfraam renium (26%) | W-26%Re | G    | −000 .. 2320 °C   | −0,000 .. 38,564 mV | Wit          | Rood         |

Welke combinatie wordt gebruikt voor een bepaalde temperatuurmeting is afhankelijk van het meetgebied en de gewenste nauwkeurigheid. Het koper-constantaan thermokoppel heeft een meetbereik van "slechts" ongeveer 670 °C, maar is in dat gebied wel zeer nauwkeurig.
Meerdere thermokoppels in serie geplaatst noemt men een thermozuil, hiermee bereikt men hogere uitgangsspanningen.

## Referentietemperatuur
De meting van de temperatuur met behulp van een thermokoppel is een differentiaalmeting. Zij meet het verschil in temperatuur tussen de warme las en de koude las. Als de koude las varieert in temperatuur is de meting foutief. Voor dit veelvoorkomend probleem zijn er twee oplossingen:
1. De koude las wordt gemaakt in een speciale omhulling die op een bepaalde referentietemperatuur (b.v. 25 °C) gehouden wordt. Een veel gebruikte eenvoudige methode is het gebruik van smeltend ijs als referentietemperatuur (0 °C).
2. De temperatuur van de koude las wordt elektronisch gemeten en wordt in speciale elektronica verrekend.

## Compensatiekabel
Omdat de thermokoppeldraden duur zijn wordt in het algemeen zodra de draden uit de sensor komen overgegaan op een ander materiaal dat dezelfde eigenschappen heeft als de thermokoppeldraad. Men noemt deze draad compensatiekabel.

## Koptransmitter
Om alle problemen van referentietemperatuur en compensatiekabel te vermijden werkt men tegenwoordig meer en meer met een ingebouwde omvormer in de kop van de sensor. Deze omvormer zet het spanningssignaal (µV) om in een 4-20 mA tweedraads signaal dat minder last heeft van storingfactoren van buiten af.

## Toepassing

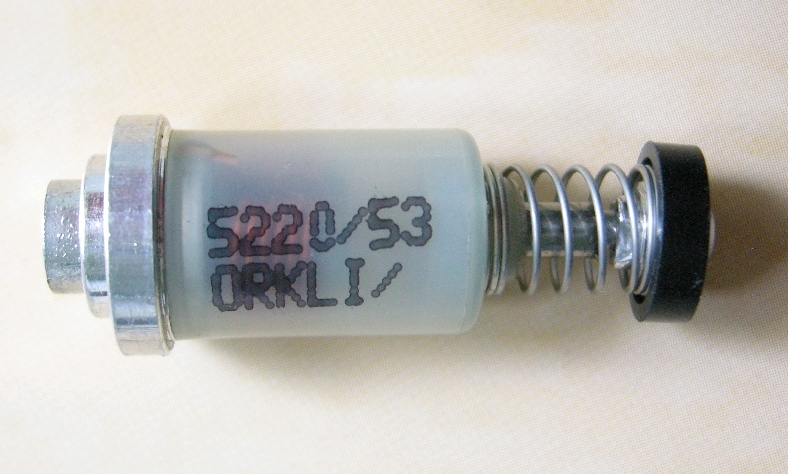
Veiligheidsklepje voor thermokoppel

Thermokoppels worden op grote schaal gebruikt bij temperatuurmetingen en -regelingen in het huishoudelijk gebruik, laboratoria en alle takken van de industrie.
Hierbij worden meestal aangepaste stekkers gebruikt die door middel van een kleur aangeven welk type thermokoppel er is ingezet. Aangezien bij elke overgang tussen verschillende metalen het seebeck-effect optreedt, zijn de contactpennen van overeenkomstige materialen gemaakt. Naargelang de toepassing kan er gebruikgemaakt worden van aangepaste connectoren voor hoge druk, hoge temperatuur, erosie, enz. Door de pasvorm waarborgen deze stekkers tevens de polariteit van de thermokoppelspanning. Voor het verwerken van het uitgangssignaal is speciale elektronica nodig. Andere sensoren met een vergelijkbaar meetbereik die veel worden toegepast zijn Pt100 elementen. Voor temperaturen in de zone van −20 tot 100 °C worden tevens temperatuurgevoelige weerstanden gebruikt (zoals het type NTC of een PTC)
Een thermokoppel maakt onderdeel uit van de thermo-elektrische beveiliging van veel gasgestookte toestellen, zoals cv-ketels, gaskooktoestellen en gashaarden. In het algemeen bekrachtigen ze een elektromagnetische (hulp)gasklep die zich in het gasblok bevindt. Het thermokoppel wordt verwarmd door een waakvlam, hierdoor wordt een gering elektrisch stroompje opgewekt, voldoende om de gasklep tegen een veerdruk geopend te houden. Als de waakvlam uitvalt, valt ook het stroompje weg, hierdoor zal na enige tijd  door afkoeling van het thermokoppel de klep door de veerdruk worden gesloten, waardoor de gastoevoer in het gasregelblok wordt afgesloten. Tijdens en na het aansteken van de waakvlam dient de gasklep door middel van een drukknop zo lang te worden opengehouden totdat het thermo-element voldoende verhit is.
Thermokoppels wekken voldoende energie op voor de signalen in sensoren, maar zijn niet specifiek ontworpen voor energieopwekking. Er bestaan ook apparaten die gebruik maken van het seebeck-effect om vrije energie in de vorm van elektriciteit vrij te maken uit afvalwarmte, de thermo-elektrische generatoren. 